# Hrastelnica
Hrastelnica is een plaats in de gemeente Sisak in de Kroatische provincie Sisak-Moslavina. De plaats telt 946 inwoners (2001).